# Villers-le-Sec (Marne)
Villers-le-Sec é uma comuna francesa na região administrativa do Grande Leste, no departamento de Marne. Estende-se por uma área de 5.8 km², e possui 114 habitantes, segundo o censo de 2018, com uma densidade de 20 hab/km².